# Ha!-Ha!-Ha!
Ha!-Ha!-Ha! ist das zweite Studioalbum der britischen Band Ultravox!. Das Album wurde am 14. Oktober 1977 bei Island Records veröffentlicht. Obwohl kommerziell erfolglos, enthält das Album mit The Man who Dies Every Day und Hiroshima mon Amour zwei experimentelle Stücke mit Synthesizermelodien und im Falle von Hiroshima mon Amour einer elektronischen Perkussion, die für den Sound der Band wegweisend wurden.
Ha!-Ha!-Ha! stellt die zweite Zusammenarbeit mit dem aufstrebenden Musikproduzenten Steve Lillywhite dar und ist das letzte Album mit Gitarrist Stevie Shears. Die Band gab kurz nach der Veröffentlichung des Albums das Ausrufezeichen als Namensbestandteil auf und nannte sich fortan Ultravox.

## Entstehungsgeschichte
John Foxx schwebte trotz der zahlreichen negativen Presse nach dem Debütalbum weiter eine britische Version der amerikanischen Velvet Underground vor, mit ihm in der Rolle von Lou Reed als beobachtendem Lyriker tabuisierter Themen und Billy Currie in der Rolle von John Cale als klassisch ausgebildeter Musiker mit experimenteller Neigung an der Viola. Die Zusammenarbeit mit Brian Eno bei einigen Titeln auf dem Debütalbum führte bei der Band zu der Erkenntnis, dass erst eine elektronischere Instrumentierung und die stärkere Nutzung von Studiotechnik den Sound würde erzeugen können, den die Band umsetzen wollte. Die britische Musikpresse besprach das Debütalbum jedoch als Brian-Eno-Produktion; speziell Foxx fühlte sich hiervon frustriert.
Am 28. Mai 1977 wurde die Single Young Savage (dt. Junger Wilder) bei Island Records veröffentlicht, die nicht auf dem Album enthalten ist. Foxx beschreibt darin Aspekte der Oberflächlichkeit und Doppelbödigkeit; er verwies in Interviews auf eine Gruppe sonderbarer Jugendlicher, die er zu dieser Zeit kannte:

“Money rents you insulation / Tenderness asphyxiates you / Somenone else’s flesh to borrow / Sling it from your bed tomorrow / Live too fast for love or sorrow / Look behind the face, it’s hollow.”

„Geld erkauft Dir Schutz / Zärtlichkeit erstickt Dich / Leih Dir jemand anderes Fleisch / Wirf es morgen aus dem Bett / Leb zu schnell für Liebe oder Trauer / Sieh hinter die Fassade, sie ist hohl.“

Die Band trat am 27. August 1977 mit insgesamt elf Titeln beim Reading Festival auf und spielte neben fünf Titeln vom Debütalbum und Young Savage auch fünf Titel vom noch nicht veröffentlichten neuen Album. Am selben Tag wie Ultravox trat auch die Band Gloria Mundi auf. Musikjournalist und Buchautor Mick Mercer beschreibt Gloria Mundi zusammen mit den bekannteren Bauhaus als frühe Gothic-Band. Chris „C.C.“ Cullen, Saxofonist von Gloria Mundi, hat auf der Albumversion des Titels Hiroshima mon Amour einen Gastauftritt.
Das Album wurde mit Koproduzent und Tontechniker Steve Lillywhite in den Phonogram Studios am Stanhope Place in London aufgenommen. In diesen Studios hatte die Band mit dem dortigen Hausingenieur Lillywhite zwischen 1975 und 1976 zahlreiche Demobänder aufgenommen, von denen einige für das Debütalbum in den Island Studios in der Basing Street neu eingespielt wurden.
Der sarkastische Albumtitel, mehrere in zynischem Ton geführte Interviews zwischen Foxx und der britischen Musikpresse nach der Veröffentlichung von Ultravox! sowie eine bewusst unangepasste Musikproduktion und eine Bühnenshow, bei der Foxx stets Schwarz trug, legen nahe, dass Ha!-Ha!-Ha! als eine Antwort auf die Antipathie seitens der Musikpresse verstanden werden kann.

## Stil und Texte
Currie integrierte neben einem Synthesizer für Streichersounds einen Synthesizer des amerikanischen Herstellers ARP Instruments in mehrere Stücke. Als Einflüsse gelten nicht die britischen Progressive-Rock-Bands, sondern vor allem Krautrock-Bands wie Neu!, Can und Faust, die auch Brian Eno schätzte. Von Neu! übernahm Ultravox! auch das Ausrufezeichen als Namensbestandteil. Der kraftvolle Sound des ARP Odyssey wird zu einem musikalischen Markenzeichen der Band, welches Currie vor allem durch seine Phrasierung und Pitchbending erreichte. Currie sah darin eine Möglichkeit, sein Image als klassisch ausgebildeter Bratschist zu erweitern:

“Can you imagine what that was like, playing viola in front of a punk crowd? So I wanted to show them just how powerful a keyboard could sound. I wanted to blow their heads off.”

„Können Sie sich vorstellen wie es war, Bratsche vor einer Menge Punks zu spielen? Also wollte ich ihnen zeigen, wie kraftvoll ein Keyboard klingen kann. Ich wollte ihnen die Köpfe wegblasen.“

Cann experimentierte bei einigen Titeln mit elektronisch erzeugter Perkussion. Die nicht programmierbare Rhythmusmaschine Roland TR-77, eigentlich für die Rhythmusbegleitung von Heimorgeln entwickelt, wurde auf dem Stück Hiroshima mon Amour stilbildend eingesetzt und für das Album aufgenommen.

“We’d previously done a „demo“ of Hiroshima mon Amour in a rocker type of arrangement but it presented an ideal opportunity to try out the drum machine, so it was rearranged for the TR-77.”

„Wir hatten zuvor eine Demoversion von Hiroshima mon Amour mit einem rocktypischen Arrangement aufgenommen, aber der Titel stellte eine ideale Möglichkeit dar, die Rhythmusmaschine zu testen, also arrangierten wir es für die TR-77 um.“

Das Stück teilt seinen Titel mit dem Film von Alain Resnais, obwohl Foxx in Interviews angab, nicht direkt von dem Film, sondern nur von dessen Titel inspiriert worden zu sein. Zunächst mit Cann am Schlagzeug und Currie an der Viola eingespielt und als B-Seite der Single ROckWrok veröffentlicht, wurde die Rhythmusmaschine für die Albumversion von Hiroshima mon Amour mit einem deutlich langsameren Takt benutzt. Synthesizerflächen statt der Viola und ein Saxophon haben aus dem Stück auf dem Album eine Ballade werden lassen.
Der Titel zur Single ROckWrok, der auf das etwa 60 Jahre früher von Marcel Duchamp, Henri-Pierre Roché und Beatrice Wood herausgegebene Dada-Magazin Rongwrong (Juli 1917) zurückgeht, zu dem Duchamp eine Illustration mit zwei Hunden angefertigt hatte, dient als Synonym für Geschlechtsverkehr, welchen Foxx mit dem Begriff Rock ’n’ Roll assoziiert:

“I discovered that rock ’n’ roll was black slang for sex. It seemed hilarious that the whole world was dancing to this stuff, so I wrote a literal rock song. The title was a nod to Duchamp’s Rongwrong Dada piece. It was his first work when he arrived in New York from Europe. Seemed appropriate.”

„Ich fand heraus, dass Rock ’n’ Roll in der Umgangssprache der Afroamerikaner Geschlechtsverkehr bedeutet. Es war wahnsinnig komisch, dass die ganze Welt zu diesem Zeug tanzte, also schrieb ich einen buchstäblichen Rocksong. Der Titel war ein Wink auf Duchamps Rongwrong Dadastück. Es war seine erste Arbeit, als er aus Europa in New York eintraf. Schien angemessen.“

## Veröffentlichung
Am 7. Oktober 1977 veröffentlichte Island Records ROckWrok als dritte Single der Band. Auf der B-Seite der Single befand sich die Aufnahme einer alternativen Version von Hiroshima mon Amour. Die Single wurde trotz des deutlichen Textes von der BBC versendet:

“A strangle tango in the dark, dark / Fuck like a dog, bite like a shark, shark / Austerity makes you want to ROckWrok, ROckWrok”

„Ein erdrosselnder Tango in der Dunkelheit, Dunkelheit / Fick wie ein Hund, beiß wie ein Hai, Hai / Entbehrung weckt in Dir den Wunsch zu ROckWroken, ROckWroken“

Am 14. Oktober 1977 folgte das Album. Die ersten 10.000 Exemplare enthielten zusätzlich eine Single mit einer Liveaufnahme und dem Titel Quirks. Im Anschluss an die Veröffentlichung begann eine Tournee mit drei Auftritten in Schweden, wo bereits das Debütalbum die Hitparade erreicht hatte. Das zweite Album konnte sich nicht in den Hitparaden platzieren.
Am 21. November 1977 spielten Ultravox in Studio 4 der Maida Vale Studios in London eine Peel Session ein, die am 28. November vom Radioprogramm der BBC ausgestrahlt wurde. Drei Wochen zuvor hatte die Band Rich Kids mit dem schottischen Sänger Midge Ure an der Gitarre ebenfalls eine Peel Session aufgenommen. Ure wurde siebzehn Monate später Gitarrist und Sänger der Band und läutete die kommerziell erfolgreiche Phase von Ultravox ein.
Die ersten Auftritte in Deutschland fanden im März 1978 in Berlin (Kant-Kino) und Hamburg (Onkel Pö) statt, nachdem die Band durch einen Auftritt bei der vom ZDF produzierten Musiksendung Rockpop im Januar 1978 mit dem Titel The Frozen Ones einer breiten deutschsprachigen Öffentlichkeit zugänglich gemacht worden war.
2006 wurde eine digital remasterte Ausgabe des Albums im CD-Format veröffentlicht. Young Savage in der Version der zweiten Single und als Liveaufnahme gehört ebenso zu den Bonustiteln wie die alternative Version von Hiroshima mon Amour, die als B-Seite der dritten Single veröffentlicht wurde. Quirks lag den ersten Exemplaren des Vinylalbums bei. Außerdem enthält die Veröffentlichung eine Remix- und eine Liveversion von The Man who Dies Every Day.

## Rezeption
Wie das Debütalbum quittierte die zeitgenössische britische Musikpresse Ha!-Ha!-Ha! mit überwiegend negativen Rezensionen, da sie sich nicht einordnen lassen wollten. Pete Silverton von Sounds vermisste bei der Band Menschlichkeit („Humanity is the least thing you will find in Ultravox!“), und Julie Burchill vom New Musical Express fand die Band klischeehaft und [für Punk] zu alt („they’re too oooooold!“). Andy Gill vom NME kritisierte Ultravox! als eine Bombenband („a dynamite band“) um den mit eher zweifelhaften Talenten („rather dubious talents“) ausgestatteten John Foxx. Die britische Sounds nannte die Band die Überlebenden einer nuklearen Katastrophe („survivors of a nuclear disaster“). Die Band habe einen eigenartig-krummen Sound, zu dem man J.G. Ballard lesen könne.
Rockmusikjournalist und Buchautor Dave Thompson rezensierte das Album mit deutlich mehr zeitlichem Abstand für die Musikdatenbank Allmusic und vergibt dreieinhalb von fünf Sternen. Er hält die Titel auf dem Album für einen Tsunami, der das Feuer und die Wut der damaligen Zeit verkörpere. Hätten sie auf dem Debütalbum die Zerstörung gefeiert, so stünden sie nun am Abgrund und blickten bestürzt ins Nichts. Die schiere Heftigkeit des Albums beeindruckt Thompson auch Jahrzehnte später immer noch.
Steve Malins bemerkt in den Linernotes zur digital remasterten Ausgabe von 2006 klangliche Einflüsse von Ha!-Ha!-Ha! auf Pretty Hate Machine (1989) von Nine Inch Nails, Songs of Faith and Devotion (1993) von Depeche Mode und Mechanical Animals (1998) von Marilyn Manson.

## Titelliste
1. ROckWrok (Foxx) – 3:33
2. The Frozen Ones (Foxx) – 4:05
3. Fear in the Western World (Cann, Cross, Currie, Foxx, Shears) – 4:00
4. Distant Smile (Currie, Foxx) – 5:20
5. The Man who Dies Every Day (Cann, Cross, Currie, Foxx, Shears) – 4:10
6. Artificial Life (Currie, Foxx) – 4:59
7. While I’m Still Alive (Foxx) – 3:13
8. Hiroshima mon Amour (Cann, Currie, Foxx) – 5:12

Bonus (digital remasterte Ausgabe von 2006)
1. Young Savage (Cann, Cross, Currie, Foxx, Shears) – 2:56
2. The Man who Dies Every Day – Remix (Cann, Cross, Currie, Foxx, Shears) – 4:15
3. Hiroshima mon Amour – Alternative Version (Cann, Currie, Foxx) – 4:54
4. Quirks (Cann, Cross, Currie, Foxx, Shears) – 1:40
5. The Man who Dies Every Day – Live (Cann, Cross, Currie, Foxx, Shears) – 4:15
6. Young Savage – Live (Cann, Cross, Currie, Foxx, Shears) – 3:25